# Masyw Güllich

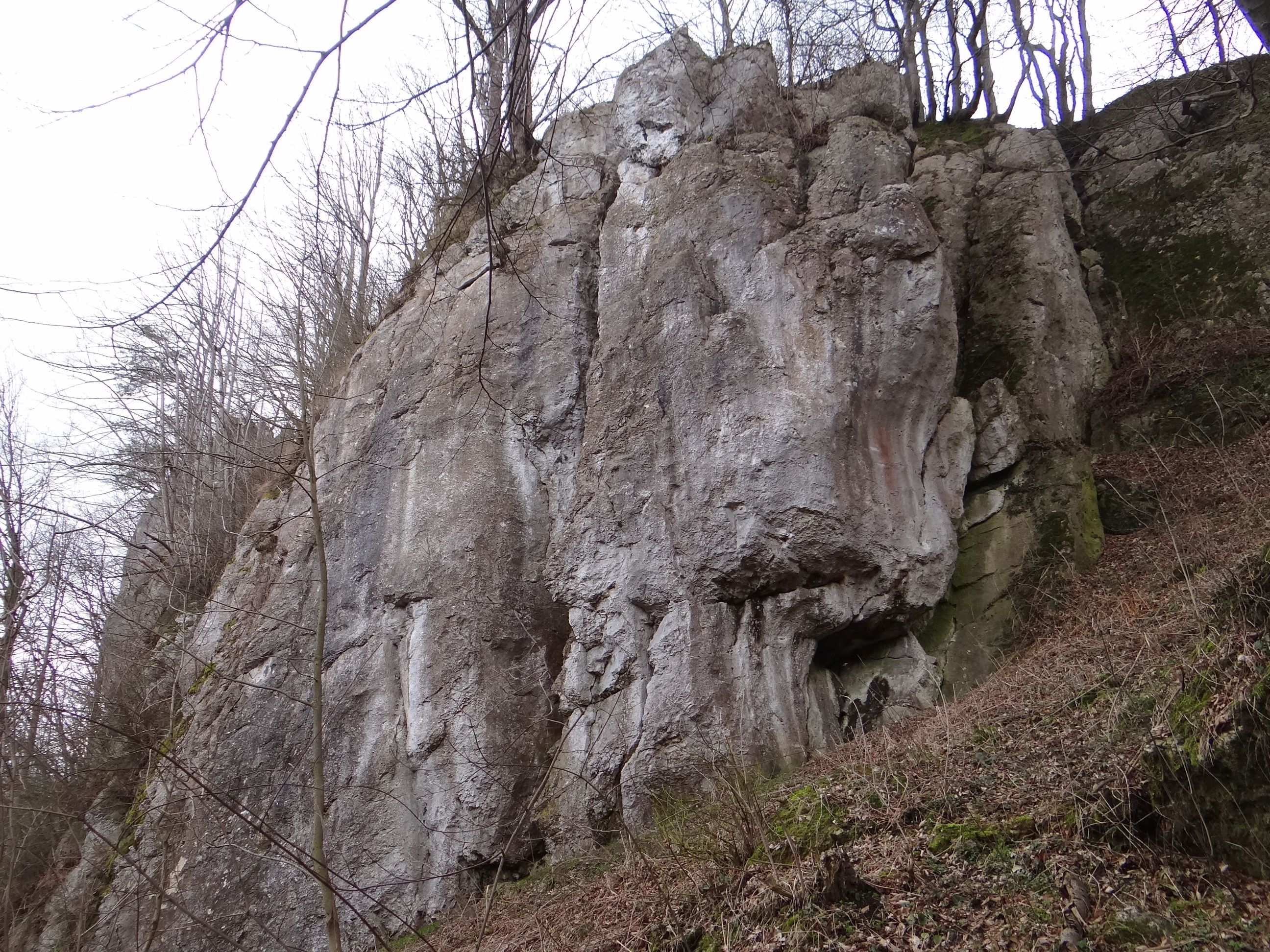

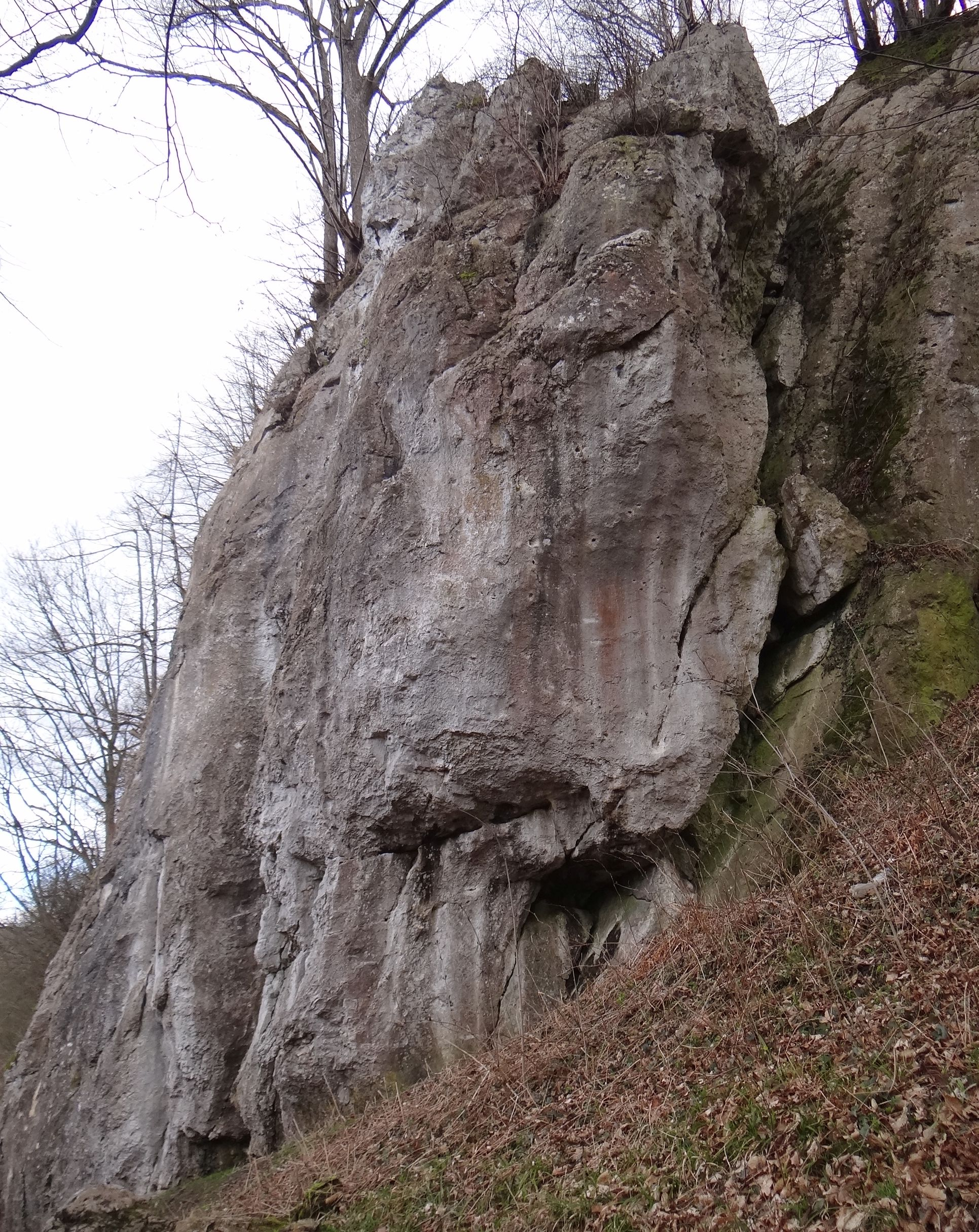

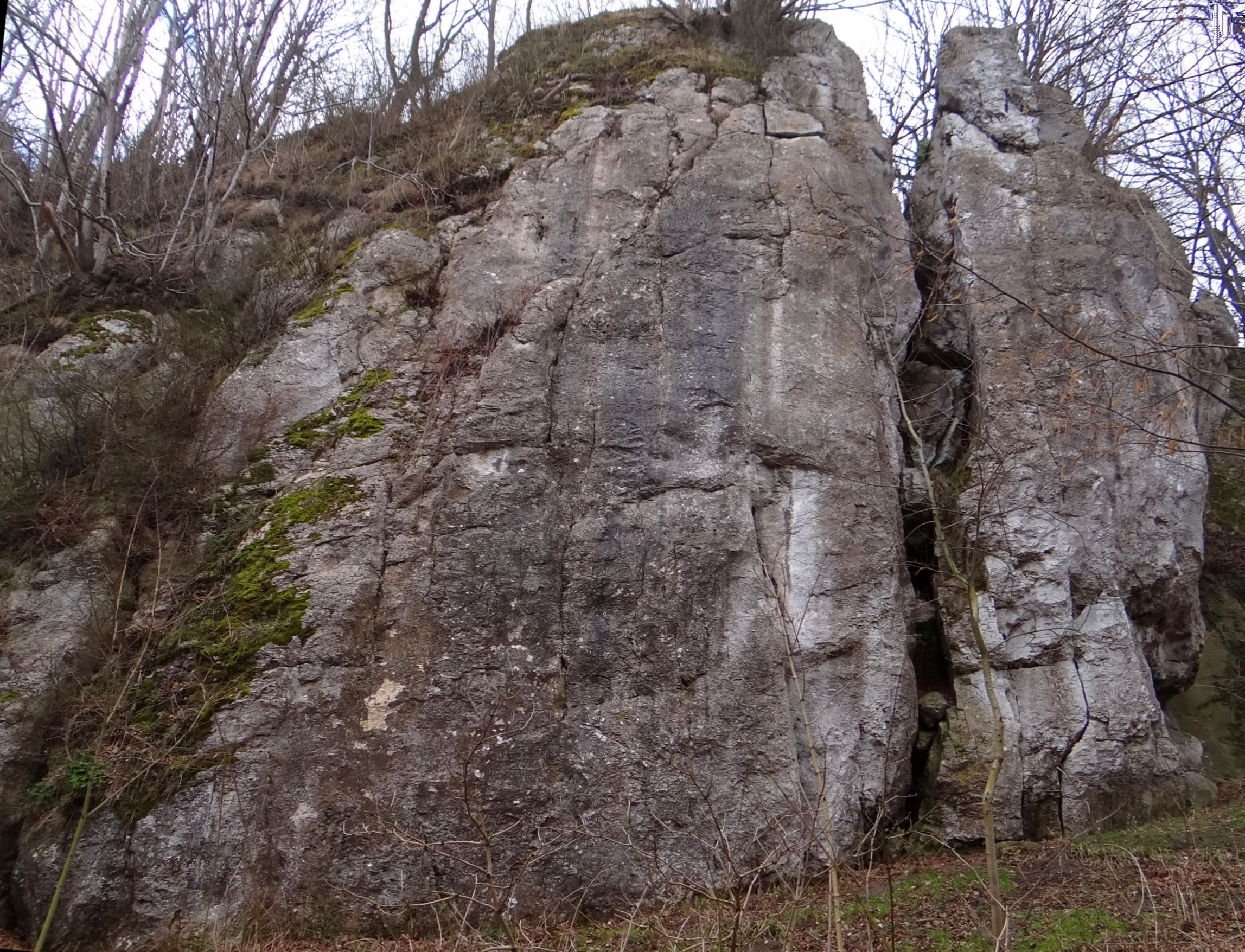

Masyw Güllich – skała w dolinie Wrzosy na Garbie Tenczyńskim (część Wyżyny Krakowsko-Częstochowskiej). Administracyjnie znajduje się w obrębie wsi Rybna, w województwie małopolskim, w powiecie krakowskim, w gminie Czernichów.
Zbudowana z twardego wapienia skalistego skała znajduje się w lesie, na lewym brzegu potoku Rudno. Ma wysokość 12–15 m. Jest przedostatnią na południe skałą w dolinie Wrzosy. Po jej prawej stronie (patrząc od dołu) znajduje się turnia Wrzosy z charakterystycznymi otworami Jaskini na Wrzosach Południowej. Na skale Masyw Güllich jest 21 dróg wspinaczkowych o trudności od III do VI.6 w skali polskiej. Wszystkie mają zamontowane stałe punkty asekuracyjne; ringi, spity i stanowiska zjazdowe. Drogi o wystawie zachodniej, południowo-zachodniej i południowej.

## Drogi wspinaczkowe
1. Biesłan; V-, 8r + st, 16 m
2. Dewojka; VI+, 5r + st, 16 m
3. Mawerfaker; VI+, 6r + st, 16 m
4. Bad Brains; VI.3+, 5r + st, 16 m
5. Freak on the leash; VI.4, 4s + st, 16 m
6. Problematyczna kobita; VI.4/4+, 5s + st, 16 m
7. Trouble man; VI.1+, 1r + 5s + st, 16 m
8. Rysa Güllicha; III, 1r, 16 m
9. Kantem; VI+, 7r + st, 16 m
10. Gniazdem; VI.1, 8r + st, 16 m
11. Lelum polelum; VI.4, 4s + st, 16 m
12. Misericordia; VI.5, 4r + st, 12 m
13. Mizerny kordek; VI.5, 4r + st, 12 m
14. Świadek nadziei; VI.5, 4r + st + st, 12 m
15. Paranza; VI.5+, 5r + st, 12 m
16. Ataraksja; VI.5+, 6r + st, 12 m
17. Paranza; VI.5, 1r + 5s + st, 12 m
18. Reaction; VI.4+, 5r + st, 12 m
19. Satisfaction...from reaction; VI.5, 1r + 5s + st, 12 m
20. Krv for me; VI.1+, 1r + 4s + st, 10 m
21. Taśma życia; VI.1, 5r + st, 11 m[3].

W dolinie Wrzosy jest 5 skał. W kolejności od północy na południe są to: Zig-Zak, Kuźnia, Ołtarz, Masyw Güllich, Wrzosy.